# Гаррі Поттер і Орден Фенікса
«Га́ррі По́ттер і О́рден Фе́нікса» (англ. «Harry Potter and the Order of the Phoenix») — п'ятий роман серії «Гаррі Поттер» британської письменниці Дж. К. Роулінґ. Опублікований 21 червня 2003 року видавництвом «Блумсбері Паблішинґ» у Лондоні. Однойменний художній фільм вийшов у 2007 році.
Українською мовою роман перекладений Віктором Морозовим (за редакцією Олекси Негребецького та Івана Малковича). Опублікований видавництвом «А-БА-БА-ГА-ЛА-МА-ГА».

## Сюжет

### Початок
Влітку під час прогулянки на Гаррі та Дадлі раптово нападають дементори. Захищаючи себе і брата, Гаррі використовує заклинання «Патронус». Повернувшись додому він отримує листа з Міністерства магії, в якому повідомляється про виключення його з Гоґвортсу через незаконне використання чарів. До Дурслів прибувають члени Ордену фенікса, які супроводжують Гаррі до штаб-квартири організації за адресою: Лондон, площа Гримо, 12 (цей будинок належить Сіріусу Блеку). Зустрівши там родину Візлі, Герміону, самого Сіріуса і багатьох інших давно знайомих чарівників, Гаррі дізнається, що Лорд Волдеморт збирає армію для майбутньої війни та намагається заволодіти таємничою «зброєю». Тим часом професорові Дамблдору вдається владнати справу з виключенням Гаррі зі школи, проте на хлопця чекає слухання його справи у Міністерстві. Кілька днів потому Артур Візлі відвозить Гаррі у Міністерство. Під час слухання з Гаррі знімають усі обвинувачення, завдяки свідченням Дамблдора і сусідки Дурслів Арабелли Фіґ (що виявилася сквибкою, яка таємно наглядала за Гаррі, відколи Дурслі взяли його на виховання). Напередодні початку занять у Гоґвортсі Рон і Герміона дізнаються, що їх обрано старостами (це викликає розчарування та ревнощі Гаррі).
На церемонії початку навчального року учням презентують нову викладачку захисту від темних мистецтв, колишню працівницю Міністерства Долорес Амбридж (яка брала участь у слуханні справи Гаррі). Після короткої промови пані Амбридж Герміона робить невтішний висновок, що Міністерство намагається втручатися у справи Гоґвортсу. Амбридж переважно займається наглядом і шпигуванням, а захист від темних мистецтв перетворює на марудний теоретичний курс. Невдовзі її призначають на посаду Верховного інквізитора, що означає майже необмежену адміністративну владу. Амбридж застосовує до учнів садистські методи покарань, ретельно і прискіпливо перевіряє рівень компетенції викладачів (в результаті визнавши Геґріда і професорку Трелоні професійно непридатними), виявляє неприховану ворожість до кентаврів та інших «змішаних» істот.
Тим часом Гаррі регулярно бачить моторошні сни, в яких він іде коридором Міністерства магії та намагається відчинити двері до Відділу таємниць. Однієї ночі після такого він бачить, як величезна змія нападає на Ронового батька (спостерігаючи цю сцену з погляду самої змії). Невдовзі з'ясовується, що містер Візлі дійсно зазнав нападу, проте життя його у безпеці. Гаррі побоюється, що Волдеморт знайшов спосіб проникати в його свідомість. У зв'язку з цим Дамблдор доручає професорові Снейпу навчити Гаррі блокології, мистецтва блокування розуму від стороннього втручання. Проте через взаємне вороже ставлення вчителя і учня, ці заняття швидко припиняються, не давши вагомих результатів. Остаточним поштовхом до припинення спілкування Гаррі з професором стає випадок, під час якого Гаррі зазирає у Сито спогадів Снейпа і бачить у ньому сцену з його юності. У ті часи Джеймс Поттер і його друзі кепкували та жорстоко знущалися з Северуса. Цей епізод дуже негативно вплинув на авторитет покійного батька в очах сина.

### Заколот і Дамблдорова Армія
Для того, щоб протистояти обструктивній кампанії Міністерства, спрямованій проти Гаррі та Дамблдора, Герміона шантажем змушує скандально відому журналістку Ріту Скітер написати позитивну статтю про Гаррі зі свідченнями щодо повернення Волдеморта. Статтю публікує часопис «Базікало», який видає батько Луни Лавґуд, учениці з Рейвенклова. Розлючена Амбридж забороняє «Базікало» в школі, проте часопис таємно розповсюджується, збурюючи хвилю підтримки Гаррі.
Герміона переконує Гаррі влаштувати для учнів Ґрифіндора, Гафелпафа і Рейвенклова нелегальні заняття з практичного захисту від темних мистецтв. Підпільна група отримує назву «Дамблдорова Армія» (ДА) на знак глузування з Міністерства, яке підозрює Дамблдора в намаганні захопити владу за допомогою таємної чарівницької армії. Під керівництвом Гаррі учні опановують прийоми захисної магії. Після останньої зустрічі ДА напередодні Різдва Христового Гаррі залишається наодинці зі своєю давньою пасією Чо Чанґ, сподіваючись отримати від неї привітання, і натомість отримує несподіваний поцілунок. Невдовзі інквізиторський загін Долорес Амбридж (який складається здебільшого з учнів Слизерина) викриває місце зустрічі ДА. Щоби захистити Гаррі та інших учнів від виключення зі школи, Дамблдор заявляє, що сам організував підпільну групу. Коли Амбридж разом з міністром Корнеліусом Фаджем, Персі Візлі, а також аврорами Джоном Долішем і Кінґслі Шеклболтом намагаються затримати Дамблдора, той зникає, врятований своїм феніксом Фоуксом.
Амбридж перебирає на себе обов'язки директора школи, запроваджує ще суворіші правила і звільняє Геґріда. Перед тим як зникнути, Геґрід доручає Гаррі та Герміоні доглянути його брата за матір'ю велетня Ґропа, якого він переховує у Забороненому лісі. Фред і Джордж Візлі, які давно вирішили покинути Гоґвортс, влаштовують у школі магічний хаос. Інші вчителі демонстративно саботують свої обов'язки і не допомагають Амбридж навести порядок. Зрештою близнюки залишають школу на своїх мітлах.

### Битва у Відділі таємниць
У черговому видінні Гаррі бачить, як Волдеморт катує Сіріуса у Відділі таємниць Міністерства, проте Герміона підозрює, що це може виявитися пасткою. За допомогою кількох членів ДА Гаррі намагається зв'язатися з Сіріусом через мережу порошку флу, але Амбридж зупиняє його. Намагаючись вивідати, з ким Гаррі хотів зв'язатися, Амбридж спершу звертається до професора Снейпа по «сироватку правди», але той натомість стверджує, що її запаси вичерпано. Гаррі вдається попередити Снейпа про те, що́ він бачив у видінні. Амбридж повідомляє, що саме вона наслала на Гаррі дементорів улітку, намагаючись підставити його та змусити замовкнути. За мить до того, як вона наміряється застосувати щодо Гаррі непрощене закляття «Круціатус», Герміона повідомляє їй, що Дамблдор сховав у Забороненому лісі таємну потужну зброю. Гаррі та Герміона відводять Амбридж до лісу, де вони зустрічають кентаврів. Амбридж необачно ображає їх, і ті, схопивши її, зникають у лісі. Разом із членами ДА Джіні Візлі, Невілом Лонґботомом і Луною Лавґуд друзі вирушають до Міністерства магії верхи на тестралах.
У Міністерстві учні потрапляють у засідку смертежерів. Дівчата і хлопці героїчно захищаються, проте смертежери переважають їх числом і силами. На поміч приходять члени Ордену. Під час битви скляна куля із Відділу таємниць, що містить у собі пророцтво, яке шукав Волдеморт, падає і розбивається, отже пророцтво зникає. Кузина Сіріуса Блека смертежерка Белатриса Лестранж вражає його смертельним закляттям, і той падає у загадкову арку (яка являє собою прохід у світ померлих). Ремус Люпин втримує Гаррі від того, щоб той кинувся слідом за хрещеним батьком.
Всі смертежери потрапляють у полон, окрім Белатриси, яку Гаррі переслідує у вестибюлі Міністерства. З'являється Волдеморт, який атакує Гаррі, проте хлопця рятує Дамблдор. Службовці Міністерства прибувають на роботу, встигаючи помітити, як Темний Лорд разом з Белатрисою Лестранж роз'являються. Корнеліус Фадж визнає факт повернення Волдеморта. Статтю Ріти Скітер передруковує «Щоденний віщун», чим відновлює репутацію Дамблдора і Гаррі.

### Тяжка втрата Гаррі
Дамблдор просить у Гаррі вибачення за те, що приховував від нього певні відомості протягом п'яти років. Він повідомляє йому зміст втраченого пророцтва, яке було зроблене свого часу Сивілою Трелоні: «Наближається той, хто зможе перемогти Темного Лорда… народжений наприкінці сьомого місяця тими, хто тричі кидав йому виклик… і Темний Лорд позначить його як рівного собі, але він володітиме силою, недоступною Темному Лордові… і хтось один загине від руки іншого, бо разом їм жити не судилося…»
Хтось один — Гаррі або Волдеморт — повинен загинути від руки іншого, «разом їм жити не судилося». Дамблдор також пояснює, що згідно з умовами, вказаними в пророцтві, переможцем Темного Лорда може бути Невіл Лонґботом, який також народився наприкінци липня і чиї батьки також тричі протистояли Темному Лордові. Але Волдеморт, на думку Дамблдора, вирішив напасти на Гаррі, оскільки той є покручем, як і сам Волдеморт (Невіл натомість — чистокровний маг), й отже «рівний йому». Також Дамблдор розповідає Гаррі, чому постійно наполягав на тому, щоби хлопець проводив кожне літо в Дурслів. За його словами, після того, як мати Гаррі пожертвувала собою, захищаючи сина, його боронить стародавня магія: доки він перебуває в домі кревних родичів, Волдеморт не зможе завдати йому шкоди. Крім того, Дамблдор пояснює, що не зробив його старостою, щоб не переобтяжувати відповідальністю.
В останні дні навчального року Гаррі зустрічається з Майже-Безголовим Ніком і питає його, чи не повернеться Сіріус як привид. Нік заперечує, кажучи, що Сіріус «піде далі», оскільки лише ті, хто боїться смерті, лишаються на землі привидами. Сумуючи за хрещеним батьком, Гаррі розмовляє з Луною Лавґуд, і та ділиться з ним своїми сподіваннями знову побачити покійну матір, яка (разом з усіма померлими) перебуває за таємничою аркою. Гаррі почувається втішеним цим.
У Лондоні на вокзалі Кінґс Кросс Гаррі зустрічають члени Ордену фенікса і родина Дурслів. Дикозор Муді попереджає Вернона Дурслі, що втрутиться, якщо дізнається, що з Гаррі поводяться погано. Разом із дядьком і тіткою Гаррі повертається на Прівіт-драйв 4.

## Історія видання
Написання роману тривало три роки. На момент виходу книги було продано близько 200 мільйонів примірників сумарного накладу перших чотирьох томів серії 55 мовами у 200 країнах. Оскільки серія вже встигла стати всесвітнім феноменом, обсяги попередніх замовлень були дуже великими, і тисячі людей шикувалися в черги перед книгарнями 20 червня 2003 року перед опівнічним релізом. Попри запобіжні заходи, кілька тисяч примірників було викрадено зі складу в Ерлстауні 15 червня 2003 року.
В інтерв'ю газеті «Ньюзнайт» Роулінґ розповіла, що «не могла втриматися від сліз» коли «вбивала» важливого персонажа книги, і що їй довелося переписувати сцену загибелі кілька разів. Авторка також зауважила, що хоча її чоловік пропонував відмовитися від цього трагічного повороту, їй самій здалося, що слід бути «більш безжальною». Пізніше, в інтерв'ю 2007 року Роулінґ зізналася, що початково планувала «вбити» Артура Візлі, втім не змогла на це піти.
Перед виходом книги букмекерські контори Великої Британії приймали ставки на особу загиблого персонажа (приймання припинилось за три дні до релізу): фаворитом гравців став Геґрід (7/2), за яким ішли Сіріус Блек (4/1), професор Макґонеґел і Дамблдор (5/1).

## Переклади
- Першою офіційною іншомовною версією роману став переклад в'єтнамською мовою, опублікований 21 липня 2003 року.
- У Європі першим вийшов сербський переклад у видавництві «Narodna Knjiga» на початку вересня 2003 року.
- У Чехії книга була перекладена студентом у липні/вересні, задовго до запланованого релізу, і розміщена 14-річним школярем на власному вебсайті. У зв'язку з цим деякі ЗМІ подали невірну інформацію про те, що ця неофіційна версія була виконана групою підлітків[6], а офіційний чеський видавець «Albatros» оголосив про намір притягнути школяра до суду[7]. Відтак цю заяву було спростовано.